# Tőke Márton
Marosvásárhelyi Tőke Márton (18. század) hosszúaszói református lelkész, Bánffi Zsigmond losonci báró udvari prédikátora. Miután hazai tanulmányait befejezte, 1740–41-es tanévben hallgatója lett a franekeri egyetemnek. Hazatérését követően után br. Bánffi Zsigmond udvari papja volt Hosszúaszón, 1745-től Búzásbocsárdon működött mint lelkész, több mint egy évtizeden keresztül. Felesége Kövesdi Judit, Kövesdi János pápai református főiskolai tanár lánya.

## Munkái
- Gyászbeszéd losonczi br. Bánffi Judit (B. Zsigmond és br. Kemény Kata leánya) felett 1744. szept. 13. Hely n.
- Az Izraelnek Sámuel halálán lett keserves siralma. Mellyről... Báró Kemény Sámuel teste Nagy-Szebenben 1744. Bőjtmás hava 22. koporsóba tételekor együgyűen beszélgetett. Kolozsvár, 1746.
- Bánatra adatott bánat ... báró Kemény Kata asszony és b. Bánffi Judit k. a. halálakor gyászbeszéd. Uo. 1747. (Mások beszédeivel).
- Koporsóig tartó emésztő fájdalom. Mellyet nagyra született L. Báró és vitéz kapitány Bánffi Sámuel urfi véletlen halála okozott ... a Beresztelki siralmas háznál 1755. febr. 16. utolsó tisztességet tett. Uo. 1756.